# Stichopogon catulus
Stichopogon catulus là một loài ruồi trong họ Asilidae. Stichopogon catulus được Osten-Sacken miêu tả năm 1887.